# Kevin Stacom
Kevin M. Stacom (ur. 4 września 1951 w Nowyk Jorku) – amerykański koszykarz, występujący na pozycji rzucającego obrońcy, mistrz NBA z 1976.
Został wybrany w dwóch draftach NBA, w 1973 i 1974. W pierwszym z wymienionych został wybrany z numerem 24 przez Chicago Bulls, natomiast w drugim z 35 przez Boston Celtics.

## Osiągnięcia
Na podstawie, o ile nie zaznaczono inaczej.
NCAA
- Uczestnik:
  - NCAA Final Four (1973)
  - rozgrywek Sweet 16 turnieju NCAA (1973, 1974)
- Zaliczony do:
  - I składu turnieju regionalnego NCAA (1973)[4]
  - III składu All-American (1974 przez NABC, UPI)

NBA
- Mistrz NBA (1976)[1]

Reprezentacja
- Mistrz uniwersjady (1973)[5]